# Gotthelf Schulze
Gotthelf Schulze (* 23. November 1938) ist ein ehemaliger deutscher Diplomat. Er war Botschafter der DDR in Guinea-Bissau, auf den Kapverden, in Angola sowie in São Tomé und Príncipe.

## Leben
Schulze studierte nach dem Abitur Außenpolitik am Institut für Internationale Beziehungen in Moskau. Ab 1963 war er für das Ministerium für Auswärtige Angelegenheiten der DDR (MfAA) tätig. Von 1964 bis 1966 war er Attaché und von 1970 bis 1974 Leiter der Handelsmission in Accra (Ghana). Von 1974 bis 1978 sowie von 1981 bis 1984 fungierte er als Sektorenleiter in der Abteilung Nord- und Westafrika des MfAA. Von September 1978 bis Oktober 1981 war er Botschafter der DDR in Bissau, ab Dezember 1978 bis Oktober 1981 zweitakkreditiert auf den Kapverden. Von November 1985 bis August 1989 war er Botschafter in Luanda sowie ab 1986 zweitakkreditiert in São Tomé und Príncipe. 1990 war er als Mitarbeiter in der Abteilung Ost- und Zentralafrika tätig.
Schulze war Mitglied der SED.